# Micuko Učidaová
Micuko Učidaová (anglicky Mitsuko Uchida, japonsky 内田光子, [ɯtɕiꜜda miꜜtsɯ̥ko], * 20. prosince 1948) je britsko-japonská klasická pianistka a dirigentka. Má široký repertoár a je ceněna zejména jako interpretka Mozarta a Schuberta. Získala řadu ocenění včetně titulu komandérky Řádu britského impéria, spojeného se šlechtickým titulem Dame (dáma).